# Euxoa badia
Euxoa badia är en fjärilsart som beskrevs av Gillmer 1910. Euxoa badia ingår i släktet Euxoa och familjen nattflyn. Inga underarter finns listade i Catalogue of Life.